# Bezinha
Maria Izabel da Silva Netto (São Miguel do Anta, 17 de abril de 1962), mais conhecida por Bezinha, é uma professora e política brasileira, ex-prefeita do município de Alvarenga, no interior do estado de Minas Gerais.

## Biografia e vida política
Maria Izabel da Silva Netto nasceu no município brasileiro de São Miguel do Anta, na Zona da Mata mineira, em 17 de abril do ano de 1962, sendo filha de Sebastião Basílio da Silva e Maria da Conceição Lélis da Silva. É casada com Francisco da Silva Neto, com quem tem três filhos: Muller, Bruno e Bruna.
Em 2008, tornou-se a primeira prefeita a ocupar o cargo do Poder Executivo em Alvarenga, sendo eleita com 1 662 votos (50,39% dos votos válidos) nas eleições daquele ano. Representando o Partido dos Trabalhadores (PT) e tendo Diocélio Fernando Ribeiro como vice-prefeito, foi reeleita nas eleições de 2012 com 2 214 votos (56,78% dos eleitores).
Em seus mandatos, dentre outros feitos, destacaram-se o calçamento de vias e a pavimentação e construção de pontes em estradas rurais, por meio de parcerias com o governo estadual. Em 2 de maio de 2012, foi deliberada a Lei orgânica municipal, que havia sido elaborada em 26 de abril de 2006 e entrou em vigor em outubro de 2012. Entre 2013 e 2014, as unidades básicas de saúde (UBS) do município passaram por reestruturação e ampliações. Foi sucedida pelo seu vice, Diocélio, que foi eleito nas eleições de 2016 filiado ao Partido Verde.